# Hnutí DUHA
Hnutí DUHA je česká environmentální nevládní organizace, jedna z nejaktivnějších v České republice. Hnutí bylo založeno v roce 1989. Je českým členem největší mezinárodní federace ekologických organizací Friends of the Earth a mezinárodní sítě CEE Bankwatch Network.

## Historie
Hnutí DUHA je spolek založený v září 1989 v Brně. Oproti jiným environmentálním organizacím, formujícím se v té době, je pro tuto typické, že se zabývá nejen důsledky, ale i systémovými příčinami ekologických problémů.
Vedení organizace sídlí v Brně, kancelář je i v Praze. Organizace vzešla z dobrovolnického hnutí vytvořeného během Sametové revoluce, což mu dodalo silný morální základ a odhodlání. Vedla kampaně proti rozšíření těžby uhlí, za lepší zateplování domů, zachování a rozšíření divočiny v Národním parku Šumava, změnu hospodaření v lesích nebo hospodaření na zemědělské půdě.

## Činnost
Spolek se zabývá ochranou životního prostředí a související legislativou. Prosazuje různá ekologická řešení a od roku 1991 vydává dvouměsíčník Sedmá generace. Mezi nejznámější aktivity hnutí patří kampaň proti kácení stromů v bezzásahových zónách Národního parku Šumava, nebo proti prolomení územních ekologických limitů těžby uhlí v severních Čechách.
V současnosti je Hnutí DUHA aktivním a významným hráčem v oblasti ochrany přírody, zemědělství a energetiky. Jeho práce má vliv na formování českých zákonů a dalších pravidel pro řešení změny klimatu, čistší vzduch, pestřejší krajinu a ochranu divoké přírody.

### Energetika
Tento program se věnuje například odklonu od uhlí, rozvoji obnovitelných zdrojů energie či lepšímu nakládání s odpady.
Hnutí dlouhodobě navrhuje řešení, která prosazují diverzifikování energetických zdrojů v České republice a snížení závislosti na fosilních palivech. Organizace pomohla prosadit zákon o obnovitelných zdrojích energie a hájí takzvané územní limity těžby v severních Čechách. Účastnila se přípravy zelené daňové reformy, která má průmyslové podniky motivovat k úsporám a efektivním inovacím.

### Krajina
Tento program pokrývá témata jako zlepšení hospodaření v lesích nebo v zemědělství či ochranu divoké přírody v národních parcích.
Do povědomí lidí se dostala hlavně ochrana Národního parku Šumava. Hnutí usiluje o to, aby několik ostrůvků v české krajině bylo ponecháno divoké přírodě tak, že se lidské zásahy omezí pouze na turistické stezky a související zařízení. Proto se trvale vyjadřuje proti agrotechnickým zásahům v NP Šumava a pro ponechání podstatných částí národního parku pouze divoké přírodě a návštěvníkům. Prosazuje také, aby v národním parku nevznikaly nové velké stavební projekty, jako jsou lanovky, sjezdovky, hotely nebo apartmánové domy. Účastní se proto mnoha rozepří o koncepci správy NP Šumava.
Dalším projektem je například vznik Adresáře farmářů. V komplexním adresáři českých biozemědělců si lze podle zvoleného kraje a produktu najít nejbližšího farmáře. Cílem projektu je podpořit místní potraviny, českou ekonomiku a snižování exhalací z kamionů, které běžně dovážejí i v České republice běžně pěstované potraviny.
Od roku 2018 organizace vede kampaň Zachraňme lesy, kterou upozorňuje na nedostatečnou legislativu v oblasti ekologického zacházení s lesy. Hnutí DUHA poukázalo mj. na neudržitelné vysazování smrkových monokultur.

### Rysí a vlčí hlídky
Od roku 2005 místní skupina Hnutí DUHA Šelmy organizuje tzv. rysí a vlčí hlídky, což jsou speciálně vycvičení dobrovolníci, kteří se během zimy přímo v terénu snaží chránit rysy a vlky ohrožené pytláky. Rysí hlídky jsou organizovány ve spolupráci se Správou chráněné krajinné oblasti Šumava a zahrnují horské oblasti mezi Volary, Prachaticemi a Českým Krumlovem. Vlčí hlídky se pak odehrávají ve všech dalších oblastech výskytu velkých šelem, především vlků v oblasti Krušných hor, Ralska, Broumovska, Jeseníků a historicky nejdéle v Beskydech.

## Úspěchy
1993 Hnutí DUHA prosadilo zákon zakazující škodlivé freony ničící ozonovou vrstvu
1995 Hnutí DUHA přesvědčilo ministerstvo, aby nesouhlasilo s odstřelem vzácných rysů a chránilo je před nelegálním odstřelem
1999 Díky občanské blokádě uchránilo Hnutí DUHA divoký Trojmezenský prales na Šumavě před vykácením
2000 Dle návrhu Hnutí DUHA zákon zakázal těžbu zlata jedovatým kyanidem
2003 Plán odpadového hospodaření mělo cíl recyklovat 50 % komunálních odpadů. Hnutí DUHA rozjelo recyklaci v 35 českých městech
2004 Hnutí DUHA přimělo stát, aby nedovolil dovoz odpadků z ciziny ke spálení
2006 Hnutí DUHA pomohlo vytvořit pravidla zdravého hospodaření v lesích
2007 Vláda díky kampani Hnutí DUHA potvrdila ochranu severočeských obcí před rozšiřováním uhelných dolů
2011 Hnutí DUHA zabránilo rozsáhlému ničení divočiny na Šumavě díky úspěšné měsíční blokádě nelegálního kácení u Ptačího potoka, jíž se zúčastnilo kolem 400 lidí z celé ČR 
2012 Vláda vyčlenila podle návrhu Hnutí DUHA prostředky na pokračování Zelené úsporám
2013 Poslanci se dle návrhu Hnutí DUHA postavili proti Rusnokově úřednické vládě, která chtěla prolomit limity těžby uhlí na Mostecku
2014 Senátorský návrh, který by znamenal likvidaci Národního parku Šumava, byl zastaven díky Hnutí DUHA s podporou desítek tisíc lidí
2016 Nespravedlivý a neekologický návrh účtování elektřiny byl zastaven díky Hnutí DUHA a tisícům zapojených lidí. Díky apelu na Evropskou komisi pak byla zastavena finanční podpora stavby nových zbytečných spaloven
2017 Spolu s 55 tisíci lidmi zachránilo Hnutí DUHA národní parky před zničením kvůli senátorskému návrhu zákona.
2019 Změny lesního a mysliveckého zákona, které pomohou ke změně devastujícího hospodaření v českých lesích, prosadilo Hnutí DUHA s 62 000 lidmi
2020 Po mnoha letech se podařilo dotáhnout nový odpadový zákon a zavedení tzv. třídící slevy pro obce - klíčový moment pro rozvoj cirkulární ekonomiky v Česku, který do budoucna znemožní, aby cenné materiály končily na skládkách.
Organizace byla součástí Uhelné komise, díky čemuž se podařilo prosadit odklon od uhlí do roku 2033, což je na hony vzdálené situaci, kdy se debatovalo nejdřív o roce 2050.
2021 Přes milion lidí z Evropy včetně tisíců Čechů podepsaly iniciativu Save Bees and Farmers na podporu včel, ekozemědělců, druhově bohaté krajiny a snižování pesticidů
2022 Hnutí DUHA rozjelo projekt Živý region, který na Tišnovsku a Podbrněnsku podporuje kvalitu lokální produkce a lokální spotřeby ekologických potravin  

## Povodně 2024
V polovině září 2024 došlo k záplavám na celém území ČR. Jedním z toků, kde opět došlo k povodni, byla řeka Opava na Bruntálsku, kde v obci Nové Heřminovy Hnutí DUHA v minulosti opakovaně bojovalo za zastavení výstavby přehrady v rámci akcí „Hudbou proti přehradě“ a „Rockem proti přehradě“. Obce v oblasti pod nepostavenou přehradou byly zatopeny, včetně většiny města Krnov a části města Opava. Podle hydrologů by postavení přehrady výrazně snížilo ničivou sílu řeky.
Hnutí DUHA se ohradilo proti nařčení, že vinu za záplavy v této oblasti nese. Dále připomínalo, že existuje řešení, které podporují ekologové, obce i úřady – takzvané odsazené hráze v Zátoře, Branticích a Krnově. Tyto hráze, umístěné dále od toku, by poskytly vodě prostor pro rozliv při povodních. Opírá se přitom o vyjádření hydrobiologa z České zemědělské univerzity Ondřeje Simona. Ten uváděl, že povodeň na řece Opavě se mohla výrazně zmírnit, pokud by na velkou vodu čekalo více menších nádrží a dalších dílčích opatření.